# Aktinität
Unter Aktinität (auch Aktinismus; von altgriechisch ἀκτίς, Genitiv ἀκτῖνος, ἡ‚ Strahl‘) versteht man die photochemische Wirksamkeit von elektromagnetischer Strahlung unterschiedlicher Wellenlänge. Der Begriff wird zum Beispiel bei der Bewertung der physiologischen Folgen von Laserlicht unterschiedlicher Wellenlänge oder der spektralen Empfindlichkeit von fotografischen Filmen und Fotopapieren benutzt:
- In der Fotochemie werden Chemikalien als aktinische Chemikalien bezeichnet, die licht- bzw. strahlungsempfindlich sind.
- In der Medizin bedeutet aktinisch „von Strahlung oder von Licht hervorgerufen“ (z. B. aktinische Dermatitis).[1]
- Aktinische Inspektion von Masken in der Herstellung von Computerchips bezeichnet das Testen bei derselben Lichtwellenlänge, die auch für die Fertigung benutzt wird.

## Belege
1. ↑  Chronische aktinische Dermatitis (Übersicht). In: Altmeyers Enzyklopädie – Fachbereich Dermatologie. 16. Dezember 2016, abgerufen am 24. März 2025.